# Miel
Mielul (din latină agnus, diminutiv agnellus) este puiul oii, în primele luni de la naștere.
Mioarele sunt oile tinere, până la vârsta de doi ani.